# Bodys Isek Kingelez
Bodys Isek Kingelez (* 1948 in Kimbembele Ihunga, Belgisch-Kongo; † 14. März 2015 in Kinshasa) war ein Bildhauer aus der Demokratischen Republik Kongo, der bekannt war für Pappmodelle fantastischer Städte.

## Leben und Werk
Kingelez wurde 1948 in Kimbelele Ihunga in Belgisch Kongo (jetzt Demokratische Republik Kongo) geboren und Jean-Baptiste genannt. Kingelez lebte mit seinen zwei Frauen, Madam Bodys und Madam Kingelez, wie er sie nannte, und seinen Kindern in einem Viertel in den Hügeln der Hauptstadt Kinshasa.
1970 zog er nach Kinshasa und studierte in Teilzeit, während er Schulunterricht gab und im Nationalmuseum von Kinshasa traditionelle, afrikanische Masken restaurierte. In dieser Zeit begann er damit, erste eigene künstlerische Arbeiten zu kreieren.
Er war Autodidakt und arbeitete seit 1985 ausschließlich als Künstler. 1989 wurde Kingelez von André Magnin, Kurator der Contemporary African Art Collection (CAAC) von Jean Pigozzi eingeladen, um an der Ausstellung Les Magiciens de la Terre – Zauberer der Erde in Paris teilzunehmen. Dank der kommerziellen Förderung durch den Pariser Galeristen Jean Marc Patras konnte er fortan seinem künstlerischen Schaffen nachgehen. Seitdem wurden seine Arbeiten international in zahlreichen Ausstellungen gezeigt und sind in mehreren Sammlungen wie z. B. Jean Pigozzi und dem Museum von Sète in Frankreich vertreten.
Kingelez ist vor allem bekannt für seine Modelle von fantastischen, utopischen Städten, gefertigt aus Pappe, Papier und Plastik. Manchmal verwendete Kingelez auch Fundstücke wie Kronkorken, Wellpappe und Stanniol in seinen Werken. Es sind Architekturmodellen ähnliche, unglaublich detaillierte und farbenreiche Werke. Sie reflektieren das brausende Leben in der Metropole Kinshasa und anderen afrikanischen Megastädten und fassen sie in einer futuristischen Vision zusammen.
Kingelez hat insgesamt mehrere hundert solcher Modelle geschaffen, die anfänglich noch einzelne architektonische Einheiten darstellten und stets komplexer wurden. Seit 1992 sind es nicht mehr nur einzelne Gebäude, sondern Straßen, Parks, Stadien und Monumente, die in einer Vielzahl von Gebäuden eingebettet sind. Kingelez arbeitete immer maßstabgetreu und achtete auf die Ausgewogenheit der Größenverhältnisse seiner mehrteiligen Baukörper. Aufgrund seiner Vorstellung, dass die Menschen in Gemeinschaft leben und sich gegenseitig helfen sollten, erschuf er seine Modellbauten meist als gemeinschaftlich genutzte Gebäude, die auf die Bedürfnisse der Menschen zugeschnitten sind. Sein erstes Modell nannte er Kimbembele Ihunga nach seiner Geburtsstadt. Herausragende Arbeiten sind Ville Fantôme (1995), Kin 3ème millénaire (1997) und La Ville du Futur (2000)

In seinem Manifest Die Kunst des Modells – eine gelehrte Kunst brachte Kingelez die Quintessenz seines Schaffens auf den Punkt: 

„Ich mache diese zutiefst imaginäre, ausgefeilte und durchdachte Arbeit, damit ich besser auf das Leben einwirken kann. Als schwarzer Künstler muss ich so handeln, um ein Beispiel geben zu können und das Licht, das die reine Kunst, dieses lebenswichtige Instrument des Menschen, entzündet, zum Wohle aller erhalten zu können. Dank meiner tiefen Hoffnung auf ein glückliches Morgen strebe ich auch nach einer qualitativen Verbesserung, wo das Bessere gleichzeitig auch das Wunderbare wird. Ich zeige eine ganz auf mich zugeschnittene Ausdrucksweise und erkläre, dass ich ein anderer Künstler bin.“

## Ausstellungen (Auswahl)

### Einzelausstellungen
- 2002 Bodys Isek Kingelez Villa Stuck, München
- 2000 Bodys Isek Kingelez Kunstverein in Hamburg, Hamburg
- 1996 D´autres ajouts d´été Musée d´Art Moderne et Contemporain, Genf, Schweiz
- 1995 Bodys Isek Kingelez Fondation Cartier pour l´Art Contemporain, Paris, Frankreich
- 1992 Bodys Isek Kingelez Haus der Kulturen der Welt, Berlin

### Gruppenausstellungen
- 2014 (un)möglich!Künstler als Architekten MARTa Herford, Herford[7]
- 2014 Making Africa im Vitra Design Museum, Weil am Rhein
- 2010 Dreamlands Centre Pompidou, Paris
- 2006 Africa Remix Mori Art Museum, Tokio, Japan
- 2005 The Theatre of Art Museum Ludwig, Köln
- 2005 Africa Remix Centre Pompidou, Paris, Frankreich
- 2005 Africa Remix Hayward Gallery, London, Großbritannien
- 2004 Afrika Remix Museum Kunstpalast, Düsseldorf
- 2004 Unbuilt Cities Bonner Kunstverein, Bonn
- 2002 Documenta11, Kassel
- 2002 Biennale de Sao Paulo Biennale von São Paulo, São Paulo, Brasilien
- 2001 The Short Century Haus der Kulturen der Welt, Berlin
- 2000 Vision du Futur Grand Palais, Paris, Frankreich
- 1999 The 1999 Carnegie International Carnegie Museum of Art Pittsburgh, USA
- 1999 Un monde réel Fondation Cartier pour l´Art Contemporain, Paris, Frankreich
- 1999 Arts-Worlds in Dialogue Museum Ludwig, Köln
- 1999 Zeitwenden KunstHausWien, Österreich
- 1998 Africa Africa Tobu Museum of Art, Tokio, Japan
- 1998 Unfinished Story Walker Art Center, Minneapolis, USA
- 1997 Project 59 : Architecture as Metaphor Museum of Modern Art New York, USA
- 1997 Africus Biennale von Johannesburg, Johannesburg, Südafrika
- 1996 Neue Kunst Aus Africa Haus der Kulturen der Welt, Berlin
- 1996 Wall and Space Reality and Utopia Bodys – Isek Kingelez´s Architectural Visions Oksnehallen, Kopenhagen, Dänemark
- 1995 Big City Serpentine Gallery, London, Großbritannien
- 1993 Home and the World Architectural Sculpture by two African Artists, Museum for African Art, New York, USA
- 1992 Out of Africa Saatchi Gallery, London, Großbritannien
- 1992 Groninger Museum, Niederlande
- 1991 Africa Hoy Centro Atlántico de Arte Moderno, Las Palmas de gran Canaria, Spanien
- 1989 Magiciens de la terre Centre Georges Pompidou -
- 1989 La Grande Halle de la Villette, Paris, Frankreich